# Herb guberni twerskiej

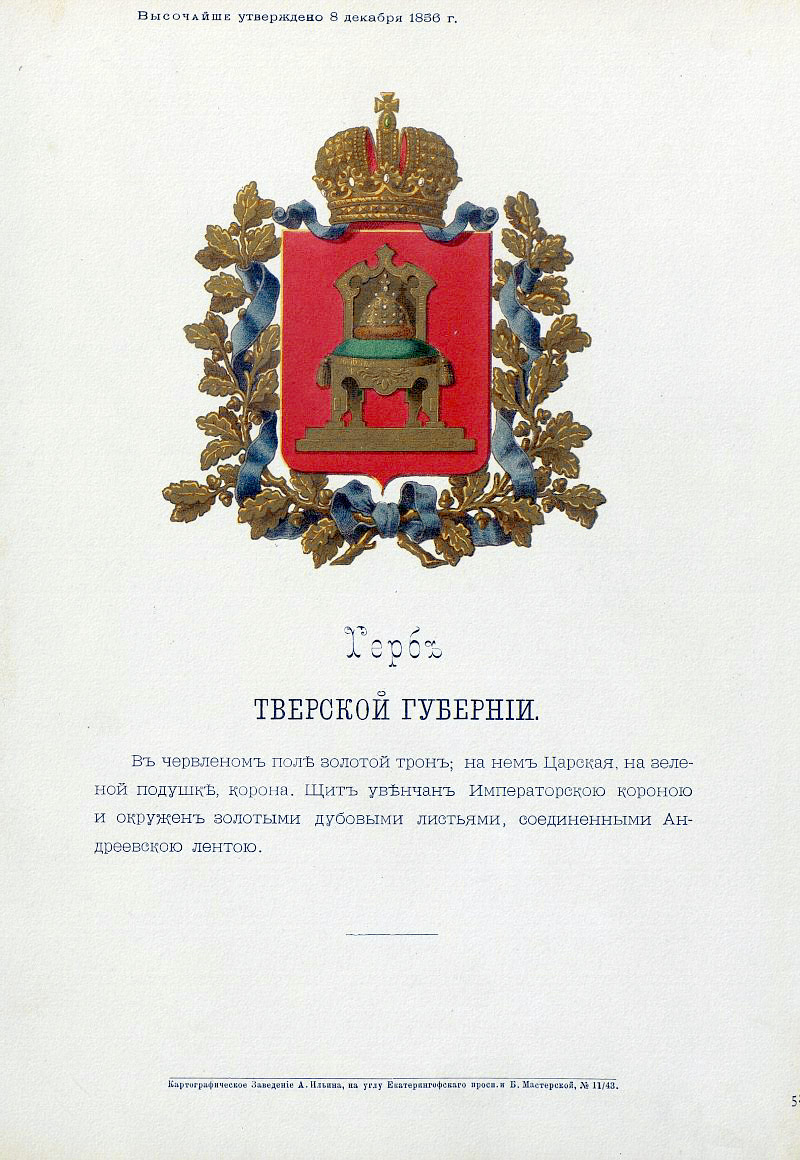
Karta z herbarza A. Benkego z 1880 roku

Herb guberni twerskiej (ros. Герб Тверской губернии) – symbol guberni twerskiej będącej jednostką administracyjną Imperium Rosyjskiego. 

## Blazonowanie
W polu czerwonym tron złoty. Na nim za zielonej poduszce carska korona. Tarcza zwieńczona koroną cesarską i otoczona liśćmi dębowymi, złotymi przewiązanymi wstęgą Świętego Andrzeja .

## Opis
Herb stanowi czerwona tarcza francuska na której umieszczony jest złoty tron z zieloną poduszką. Na poduszce leży carska korona (właściwie czapka Monomacha). Tarcza zwieńczona jest koroną cesarską. Herb otoczony jest dwoma złotymi gałązkami dębowymi połączonymi błękitną wstęgą świętego Andrzeja zawiązaną w kokardę  .

## Historia
Historia heraldyki związanej z okolicami Tweru sięga średniowiecza. W okresie Wielkiego Księstwa Twerskiego na pieczęciach widniały różne wizerunki m.in. dwugłowego orła, popiersia księcia, czy rycerza na koniu z mieczem. Już po przyłączeniu księstwa twerskiego do Wielkiego Księstwa Moskiewskiego na moskiewskiej państwowej wielkiej pieczęci cara Iwana Groźnego jako godło Wielkiego Księstwa Twerskiego widniał niedźwiedź. Motyw ten nie był jednak później kontynuowany .
Wizerunek tronu z leżącą na nim koroną, jako symbolu księstwa twerskiego pojawił się w I połowy XVII wieku za panowania Michała Fiodorowicza. Wizerunek ten pojawił się również w Carskim tytularniku w 1672 roku. W 1730 roku został zatwierdzony wzór herbu na sztandary dla pułków twerskich, zgodnie z którym herb przedstawiał „zieloną poduszkę na srebrnym tronie; na poduszce złota korona książęca; pole czerwone” kartusz herbowy zwieńczony był mitrą książęcą .
W 10 października 1780 roku zatwierdzono wzór herbu dla miasta Tweru, który przedstawiał „w czerwonym polu złoty tron; na zielonej poduszce złota korona”. Herb miasta był wykorzystywany również przez władze guberni. W opisie mundurów wojskowych i urzędniczych z 1794 znajduje się opis herbu namiestnictwa: „w czerwonym polu na zielonej poduszce złota korona” .
W 1856 roku razem z zatwierdzeniem herbu Imperium Rosyjskiego zatwierdzono wzór tytularnego księstwa twerskiego z tronem mającym oparcie i jako koroną carską umieszczoną czapką Monomacha. Bernhard Karl von Koehne przygotował wzór guberni twerskiej zgodnie z opracowanymi przez siebie zasadami, który jednak nigdy nie został zatwierdzony. Herb ten był jednak w powszechnym użytku aż do upadku Imperium Rosyjskiego .
Herb guberni z 1856 roku posłużył jako wzór dla herbu obwodu tulskiego .

## Galeria

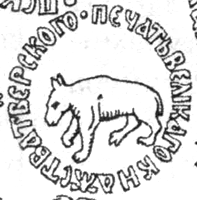
Pieczęć Wielkiego Księstwa Twerskiego na wielkiej pieczęci Iwana Groźnego z XVI wieku
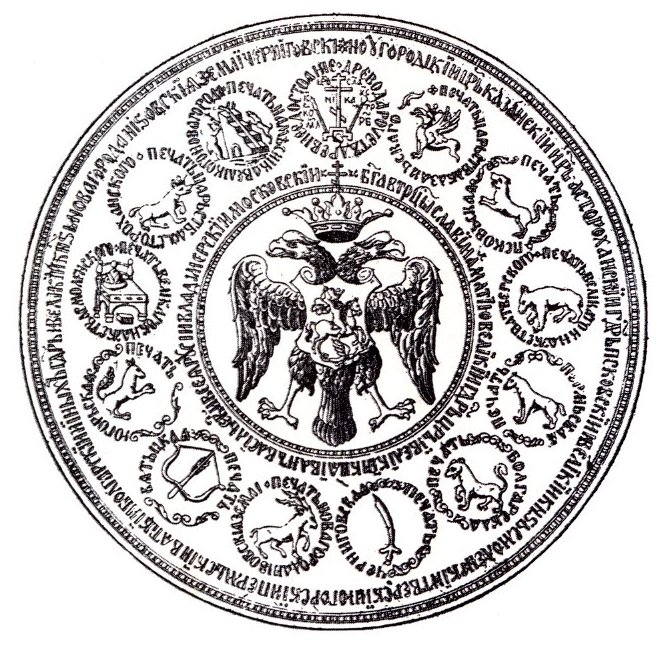
Awers Moskiewskiej Państwowej Wielkiej Pieczęci cara Iwana Groźnego
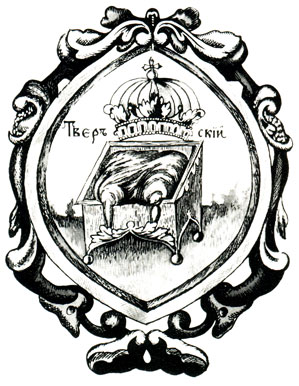
Herb księstwa twerskiego w Carskiego tytularnika z 1672 roku
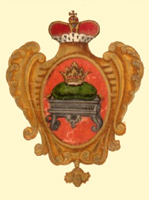
Herb twerskich pułków z 1730 roku
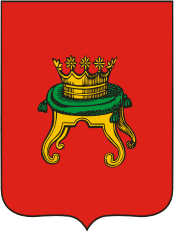
Herb Tweru z 1780 roku
Projekt herbu Tweru z 1859
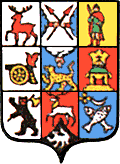
Herb księstwa twerskiego (pole 6) w herbie księstw wielkorosyjskich z wielkiego herbu Imperium Rosyjskiego
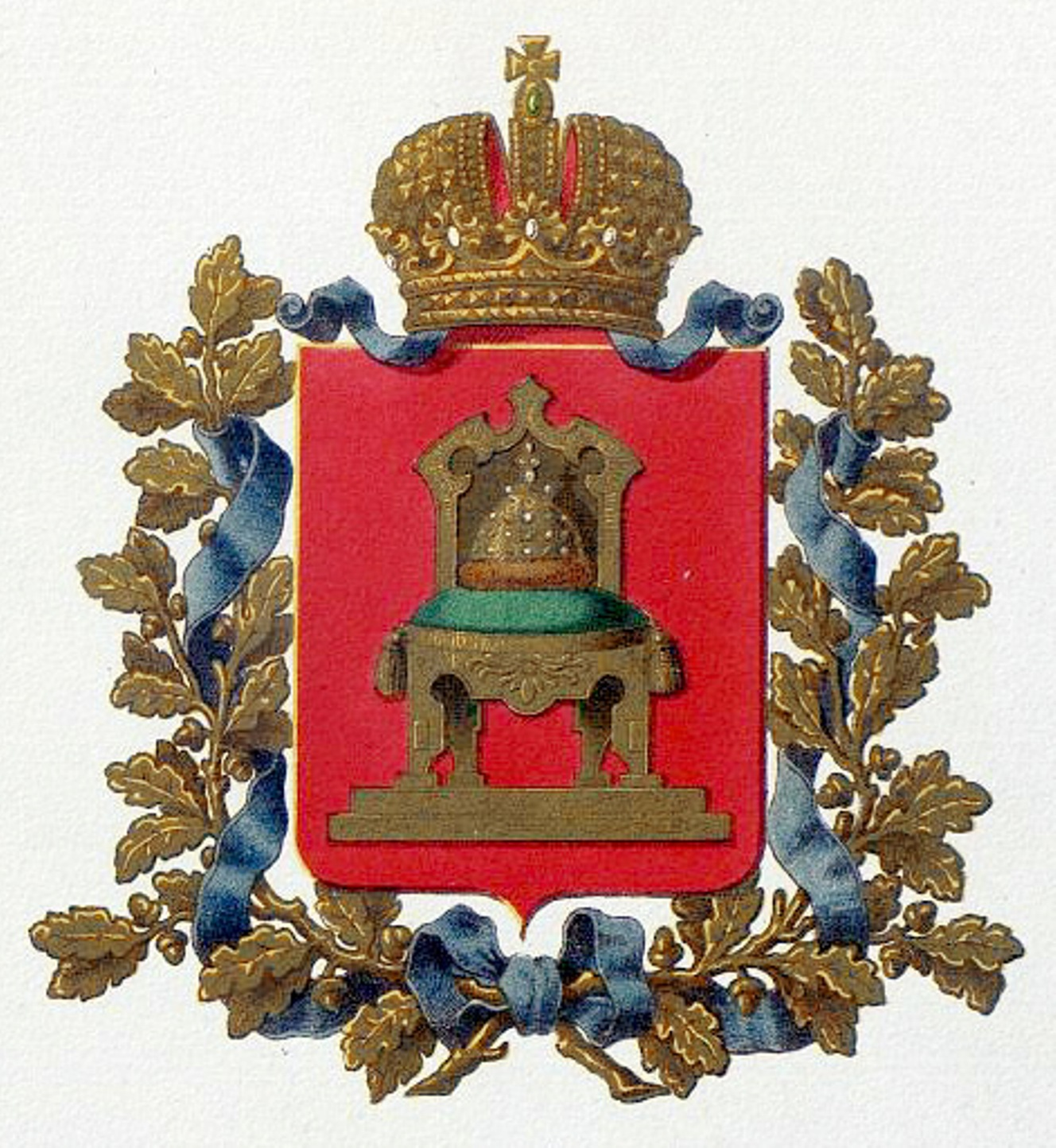
Herb guberni z herbarza A. Benkego z 1880 roku
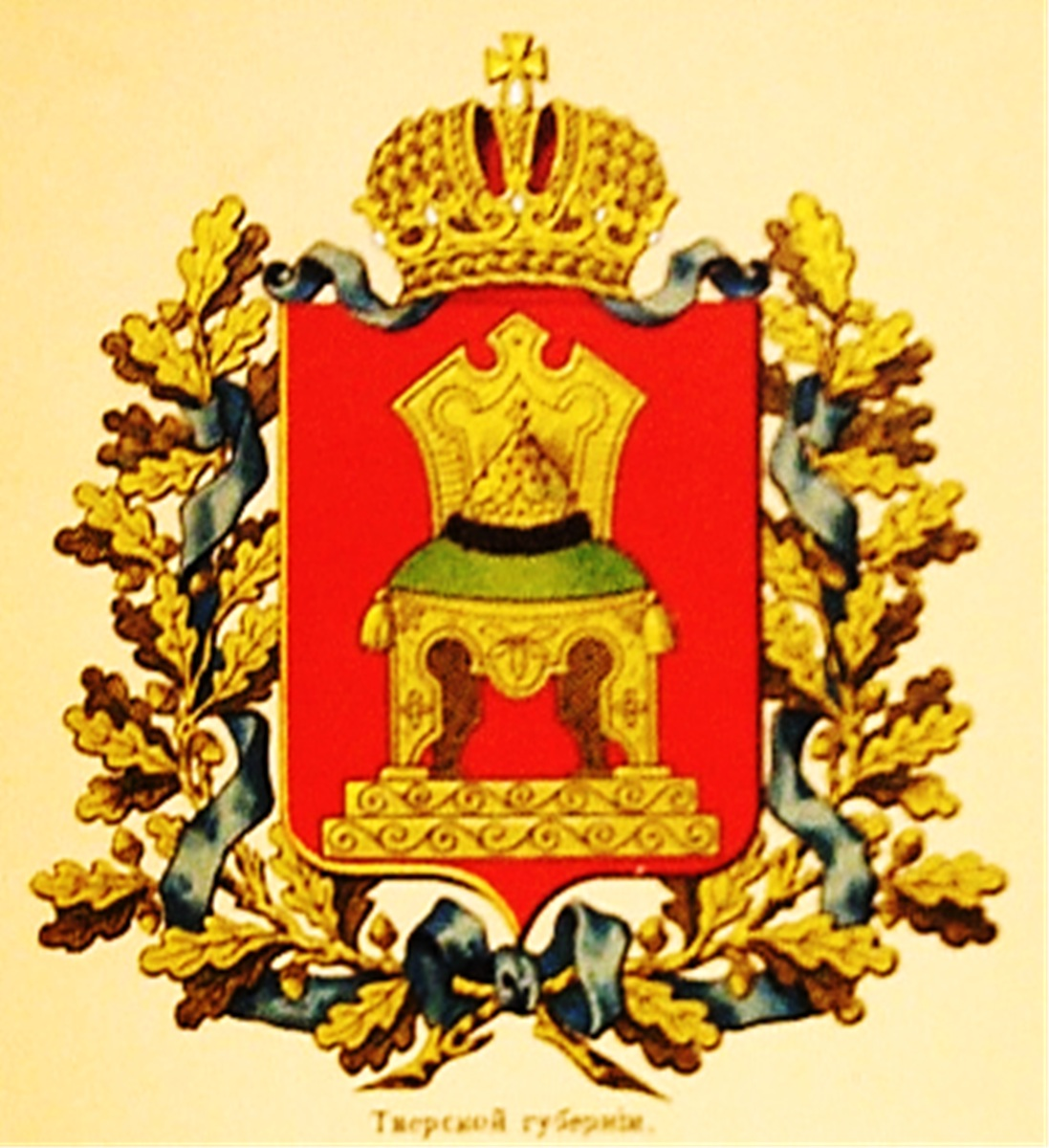
Herb guberni z herbarza W. Sukaczewa z lat 1878-1881
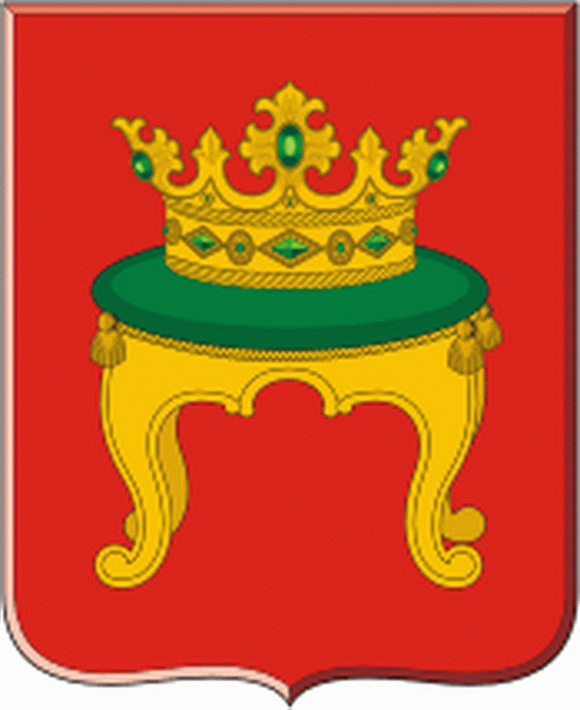
Współczesny herb Tweru
Współczesny herb obwodu twerskiego